# Син (фільм, 2022)
«Син» (англ. The Son) — драматичний фільм 2022 року Флоріана Зеллера, сценарій якого створено за п'єсою Зеллера за участі Крістофера Гемптона. У фільмі зіграли  Г'ю Джекман, Лора Дерн, Ванесса Кірбі, Зен МакГрат, Г'ю Куорші та Ентоні Хопкінс.
«Син» є заключною частиною трилогії Зеллера про сімейні стосунки: перша частина — «Мати», друга — «Батько».
Світова прем’єра відбулася на 79-му Венеціанському міжнародному кінофестивалі 7 вересня 2022 року. 25 листопада 2022 року його випустили в обмежений тижневий прокат у Нью-Йорку та Лос-Анджелесі, а 20 січня 2023 року компанія Sony Pictures Classics випустила в широкий прокат у США. Фільм отримав неоднозначні відгуки від критиків, хоча гра Джекмана отримала схвальні відгуки. На 80-й церемонії вручення премії «Золотий глобус» та 27-й церемонії вручення премії «Супутник» Джекман був номінований як найкращий актор у драматичному фільмі.

## Сюжет
Головний герой картини — 17-річний підліток Ніколас, який бореться з депресією через розлучення батьків.

## У ролях
- Г'ю Джекман — Пітер Міллер
- Лора Дерн — Кейт Міллер, колишня дружина Пітера
- Ванесса Кірбі — Бет, друга дружина Пітера
- Зен Макграт — Ніколас Міллер, сина Пітера
  - Джордж Кобелл — Ніколас Міллер, дитячого віку
- Г'ю Куорші — доктор Гарріс, терапевт Ніколас
- Ентоні Гопкінс — Ентоні Міллер, батько Пітера та дід Ніколаса
- Гретхен Егольф — психіатр швидкої допомоги

## Виробництво
Робота над фільмом розпочалася навесні 2021 року. Батьків Ніколаса грають Х'ю Джекман і Лора Дерн.
Зйомки картини закінчились у червні 2022 року.